# Patinação artística na Universíada de Inverno de 1985
As competições de patinação artística na Universíada de Inverno de 1985 foram disputadas em Belluno, Itália, entre 16 e 24 de fevereiro de 1985.

## Medalhistas
| Evento               | Ouro                                             | Prata                                                | Bronze                                                 | Ref.  |
| -------------------- | ------------------------------------------------ | ---------------------------------------------------- | ------------------------------------------------------ | ----- |
| Individual masculino | Zhang Shubin · China                             | Robert Rosenbluth · Estados Unidos                   | David Jamison · Estados Unidos                         | [ 1 ] |
| Individual feminino  | Juri Ozawa · Japão                               | Debbie Walls · Estados Unidos                        | Deborah Tucker · Estados Unidos                        | [ 1 ] |
| Duplas               | Sandy Hartubise · Craig Maurizi · Estados Unidos | Yulia Bystrova · Alexander Tarasov · União Soviética | Svetlana Frantsuzova · Oleg Gorshkov · União Soviética | [ 1 ] |
| Dança no gelo        | Maia Usova · Alexander Zhulin · União Soviética  | Jindra Hola · Karol Foltan · Tchecoslováquia         | Kathrin Beck · Christoff Beck · Áustria                | [ 1 ] |

## Quadro de medalhas
| Ordem | País            | Medalha de ouro | Medalha de prata | Medalha de bronze |    |
| ----- | --------------- | --------------- | ---------------- | ----------------- | -- |
| 1     | Estados Unidos  | 1               | 2                | 2                 | 5  |
| 2     | União Soviética | 1               | 1                | 1                 | 3  |
| 3     | China           | 1               |                  |                   | 1  |
| 3     | Japão           | 1               |                  |                   | 1  |
| 5     | Tchecoslováquia |                 | 1                |                   | 1  |
| 6     | Áustria         |                 |                  | 1                 | 1  |
| TOTAL | TOTAL           | 4               | 4                | 4                 | 12 |